# Château De Lovie
Le château De Lovie est un château situé à Proven, entité de la commune belge de Poperinge.

## Histoire
Le château a été construit en 1856 par l’architecte courtraisien Pierre Nicolas Croquison pour Jules van Merris (1831-1899), échevin de Poperinghe. Jules meurt en 1899, sans héritiers de son épouse Pauline van Outryve d'Ydewalle. 
Après sa mort, et un conflit entre héritiers, le château est acheté par le comte Joseph de Brouchoven de Bergeyck (1874-1922) lors d'une vente publique en 1912. Il avait épousé la comtesse Marie Cornet d'Elzius de Peissant (1871-1923), fille de Raymond (nl) et de la baronne Marguerite Whettnall (fille du baron Charles Whettnall (nl) et petite-fille du général de Jever).
Le 1er juin 1917, le général Hubert Gough y établit le quartier général de la cinquième armée britannique, et de là, il commanda la Bataille de Passchendaele, aussi appelée la troisième bataille d'Ypres, de juillet à novembre 1917.
En 1929, le domaine est acheté par la province de Flandre-Occidentale. Le château devint le siège du sanatorium Saint-Idesbald que visita la reine Elisabeth le 17 juillet 1932.